# 도조미나미구치역
도조미나미구치역(일본어: 道場南口駅, どうじょうみなみぐちえき)은 일본 효고현 고베시 기타구에 있는 고베 전철 산다 선의 역이다. 역 번호는 KB25이다. 해발 169m이다.

## 역사
- 1928년 12월 18일: 고베 아리마 전기철도의 산다 선 개통과 동시에 영업 개시.
- 1947년 1월 9일: 고베 아리마 전기철도와 미키 전기철도가 회사 합병하여 신아리미키 전기철도의 역이 됨.
- 2007년 3월 27일: 역사 개축.

## 역 구조
섬식 승강장 1면 2선의 지평역으로 유치선과, 작업용 플랫폼 1면이 있다. 역사는 하행선의 산다 방향에 있고 역사와 승강장은 구내 건널목에서 연결된다. 역사는 2007년에 개축된 유럽풍의 것으로, 다기능 화장실(휠체어 및 오스토 메이트 대응)이 병설되었다.

### 승강장
| 1 | ■ 산다 선 | (하행) | 요코야마・산다 방면                                         |
| 2 | ■ 산다 선 | (상행) | 아리마구치・다니가미・스즈란다이・미나토가와・신카이치 방면 |
| 2 | ■ 산다 선 | (하행) | 요코야마・산다 방면                                         |

## 역 주변
역전에 주택은 적지만 조금 떨어진 곳에 주택지가 있다. 본 역에서 니로 방향에는 5선에 24량을 수용할 수 있는 유치선이 있다. 2007년부터 2017년, 10년 동안 주변 도조하치다 지구의 인구가 약 1.5배로 대폭 증가하여 그것에 따라 역 이용객 수는 1.71배로 증가하였다.
- 택시 승강장
- 아리마 가도
- 효고 지방 도로 38호 미키산다 선
- 고베 리서치 파크 기타코베
- 그린 가든 몰 기타코베점
- 고베 시립 가노코다이 초등학교
- 고베 시립 기타코베 중학교

## 사진

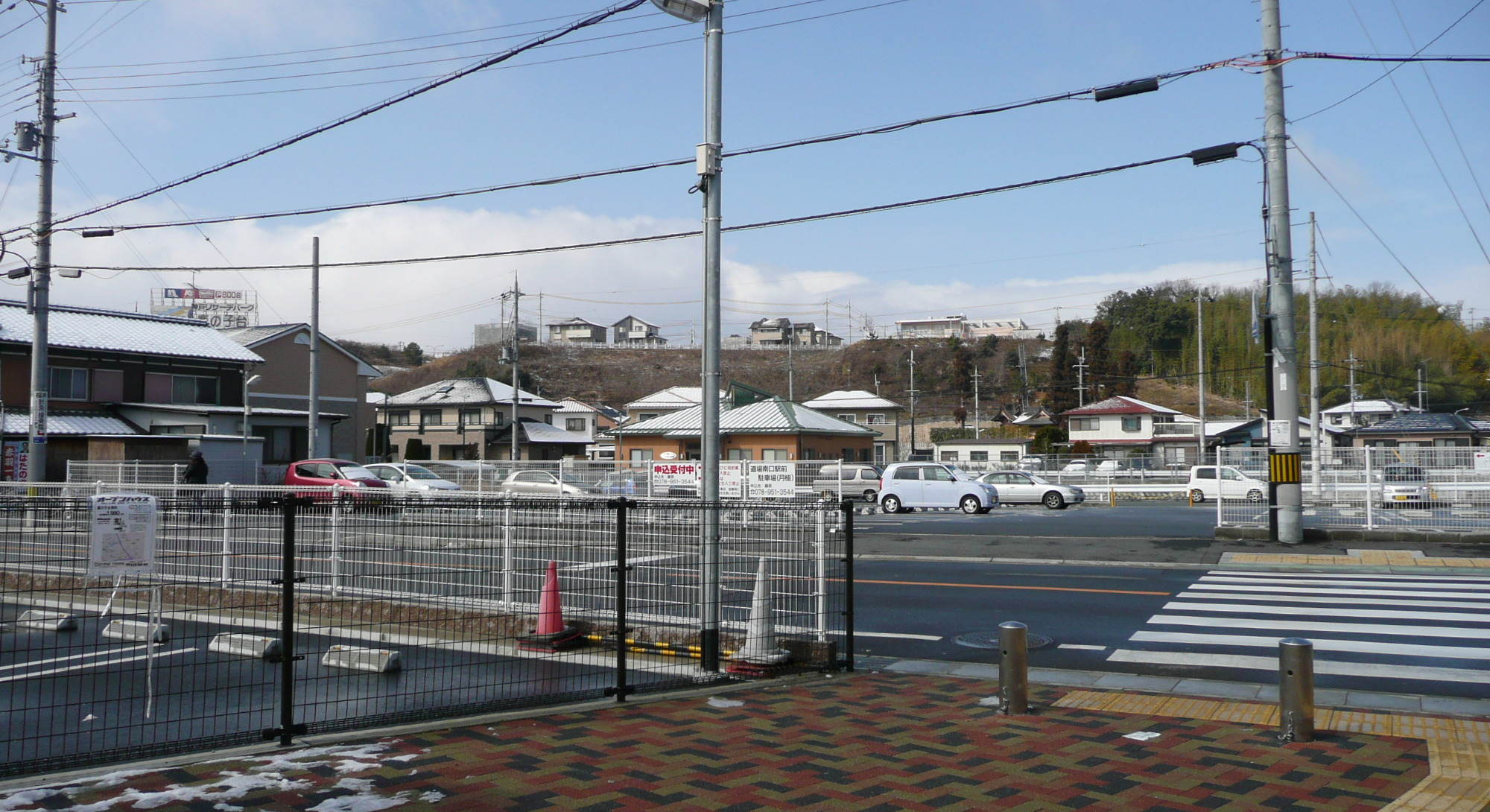
역전 광장

## 인접역
| 고베 전철 산다 선       | 고베 전철 산다 선                                 | 고베 전철 산다 선         |
| ----------------------- | ------------------------------------------------- | ------------------------- |
| KB24 니로 신카이치 방면 | ■ 특쾌속(신카이치 행만 운행) ■ 급행 ■ 준급 ■ 보통 | 신테쓰도조 KB26 산다 방면 |